# Thalborn
Thalborn ist ein Ortsteil der Landgemeinde Am Ettersberg im Landkreis Weimarer Land in Thüringen.

## Lage
Das Dorf liegt nördlich von Vippachedelhausen im Thüringer Becken mitten in der Feldmark in einer begrünten Erosionsrinne. Südlich führt die Landesstraße 1054 vorüber.

## Geschichte
Am 12. Januar 1326 wurde das Dorf erstmals urkundlich erwähnt. Nach Informationen der Verwaltungsgemeinschaft Berlstedt sind bis zum Jahre 1637 keine schriftlichen Zeugnisse überliefert. In jenem Jahre, mitten im Dreißigjährigen Krieg, wurde der Ort geplündert, wobei viele Menschen den Tod fanden. Im Ort befand sich ein Gut oder Herrensitz: auf der Grabplatte ist von einem Herr auf Thalborn die Rede, auch die Gründungstafel erwähnt einen Volckmar Happe, ictus Erbherr zu Thalborn und Ehringsdorf. Im September 2013 erfolgte der Abriss des Gutes. Der adlige Ort gehörte ab Mitte des 17. Jahrhunderts zum Amt Großrudestedt, welches ab 1672 Teil des Herzogtums Sachsen-Eisenach war und 1741 zu Sachsen-Weimar-Eisenach kam. Seit 1850 gehörte der Ort zum Verwaltungsbezirk Weimar des Großherzogtums Sachsen-Weimar-Eisenach.
Früher war Thalborn ein Leineweberdorf. 1731 zählte man 12 Leineweber, 4 Strumpfwirker u. a. Die Truppen Napoleons durchzogen den Ort im Jahre 1813. Die Siedlung war landwirtschaftlich geprägt mit groß- und mittelbäuerlicher Besitzkultur unter Herrschaft des dortigen großen Ritterguts, das 1880 noch 118 ha umfasste. 1913 wurde der Ort an die elektrische Versorgung angeschlossen.
Thalborn besitzt eine gemeindeeigene Gaststätte mit Saal, die zu Beginn der DDR vom Nationalen Aufbauwerk (NAW) von den Einwohnern gebaut und Ende der 1980er Jahre feierlich eingeweiht wurde.
Die VW-Bus-Freunde Thalborn veranstalteten mit Unterstützung von Einwohnern und ortsansässigen Firmen vom 30. April bis 3. Mai 2009 in Thalborn ein großes VW-Bustreffen mit Besuchern aus mehreren Bundesländern und aus Übersee.
120 Personen lebten 2009 im Ortsteil.

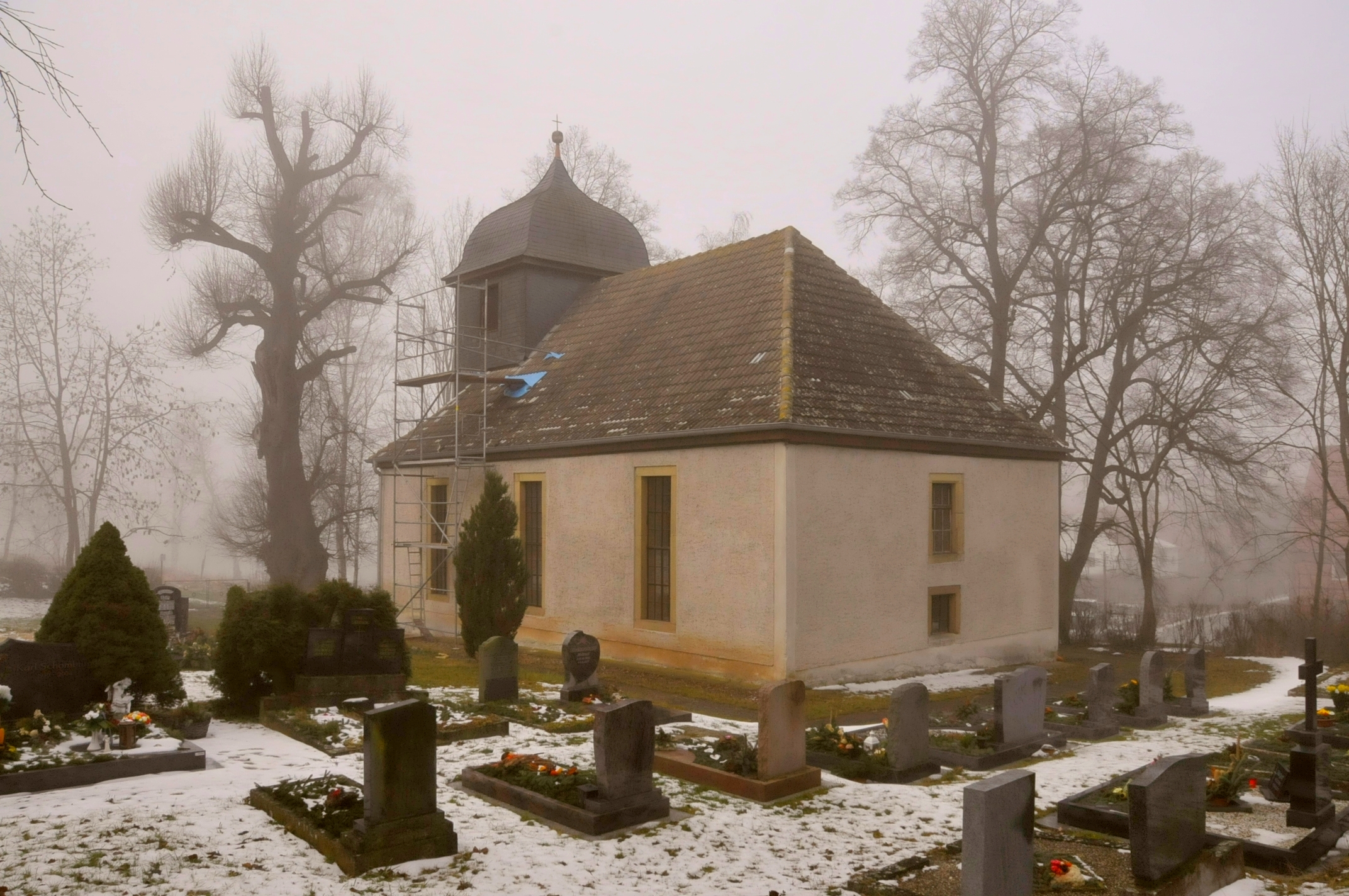
Ev. Kirche Thalborn

## Sehenswürdigkeiten
- Christuskirche: Die massive Saalkirche steht am Nordhang des Weißen Bergs (241 m) südlich von Thalborn. Wie aus einer steinernen Gedenktafel neben dem Haupteingang hervorgeht, wurde sie 1686 errichtet. Der Innenraum wird von einem einheitlichen hölzernen Tonnengewölbe und der umlaufenden Empore auf toskanischen Säulen bestimmt. Die Kirche steht unter Denkmalschutz. Derzeit (2012/13/14) erfolgen Sanierungsarbeiten an der Kirche. Die Kirche steht möglicherweise an der Stelle, wo man einst das Grab eines germanischen Fürsten fand.

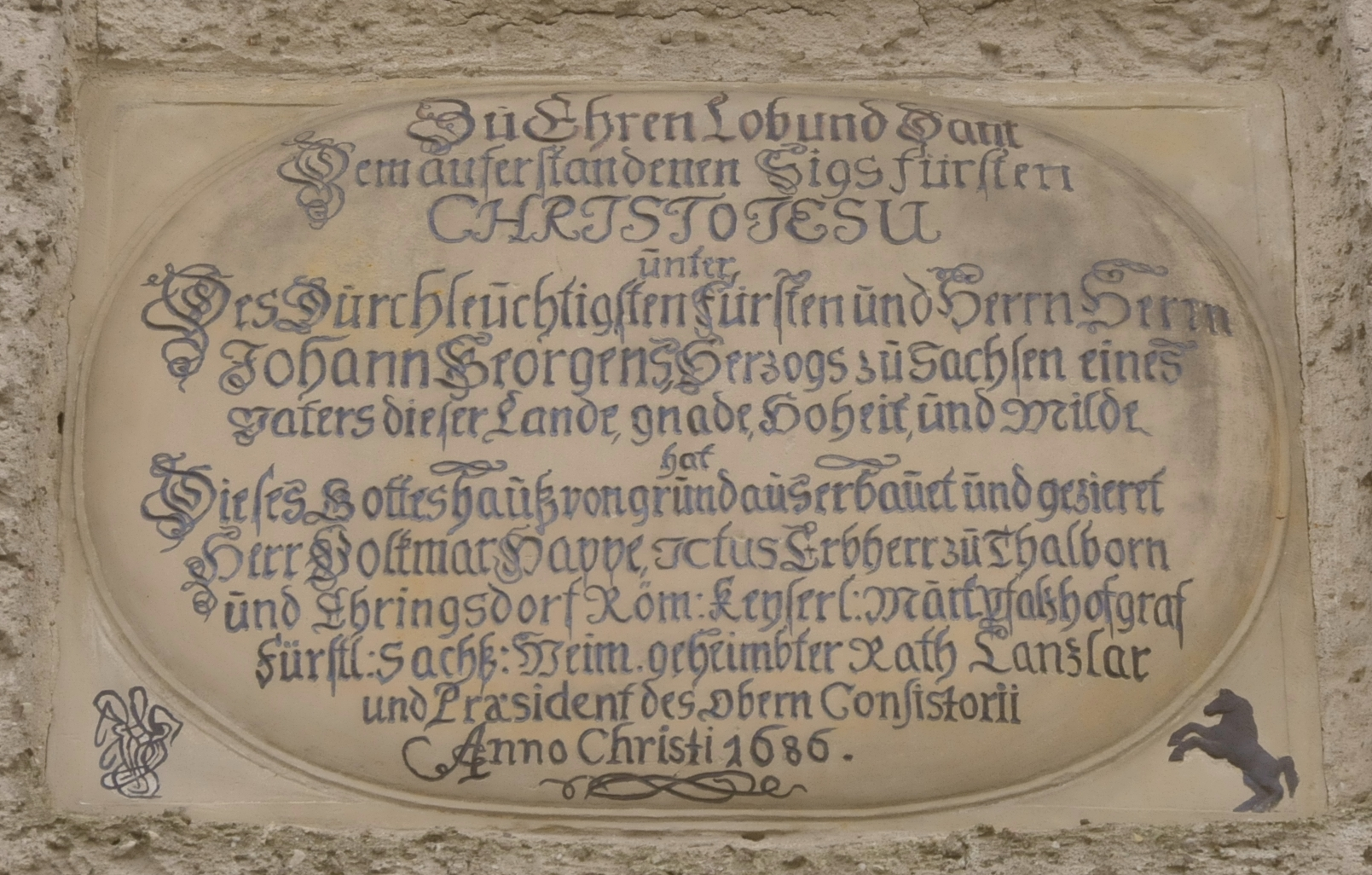
Steinerne Tafel, die an das Gründungsjahr erinnert
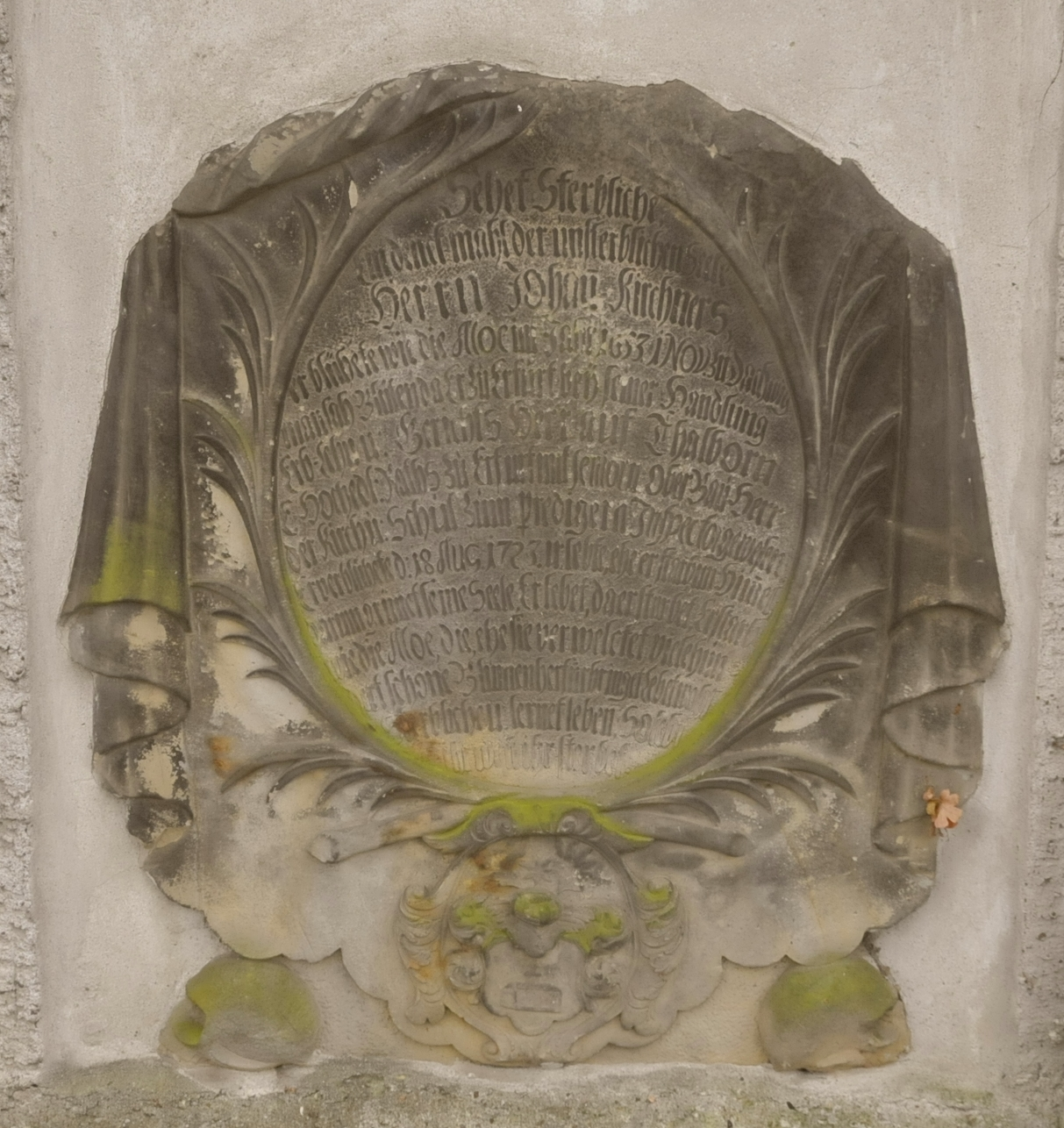
Grabplatte in der Kirchenwand neben dem Haupteingang, die an einen am 18. August 1723 verstorbenen Thalborner erinnert